# ويليام توماس بايبس
ويليام توماس بايبس هو سياسي كندي، ولد في 15 أبريل 1850 في أمهرست في كندا، وتوفي في 7 أكتوبر 1909 في بوسطن في الولايات المتحدة. حزبياً، نشط في الحزب الليبرالي في نوفا سكوشا ‏. وقد انتخب عضو مجلس نواب نوفا سكوتيا (20 يونيو 1882 – 15 يونيو 1886) وانتخب رئيس وزراء نوفا سكوتيا ‏ (3 أغسطس 1882 – 15 يوليو 1884).